# Hammerwerk Schwarzenfeld

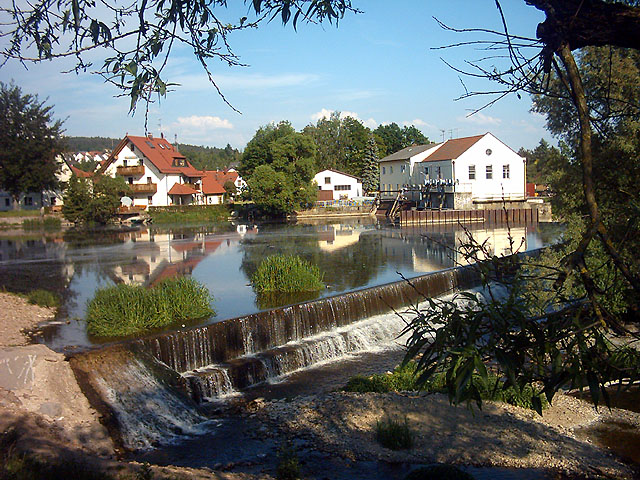
Naabwehr in Schwarzenfeld, im Hintergrund die Lage des ehemaligen Eisenhammers Schwarzenfeld

Der Hammer Schwarzenfeld im gleichnamigen Ort Schwarzenfeld gehörte zu den ältesten Eisenwerken in der Oberpfalz. Er wird bereits 1326 genannt und lag an dem Zusammenfluss von Naab und Schwarzach. 

## Geschichte
Der erste namentlich bekannte Hammerherr war Erhard Walzenhofer („Erhart Wolntzhofer, dez Erhart Woltzhofers seligen sun, mit dem hamer zu Swartzenfelt“), der 1387 der Oberpfälzer Hammereinigung eintrat. 1419 wird hier eine Witwe namens Catharina Pachmann genannt. Zwischen 1425 und 1430 kam das Werk an den Georg Sauerzapf († 1437), der eine Tochter der Catharina Pachmann geheiratet hatte. Den Hammer übergab er an den Bestandshammermeister Hans Sighart. Gegen diesen erhob die Witwe Klage, da er angeblich den Erbzins nicht an den Abt von Plankstetten bezahlt habe, was sich aber als unwahr herausstellte.
Für die Witwe übernahm Erasmus Sauerzapf die Lehenspflicht und auf seinen Rat überließ sie 1440/41 den Hammer seinem Neffen Jakob Sauerzapf aus Sulzbach. Nachdem die Witwe 1441 in zweiter Ehe den Eisengroßhändler Johann Plachmann aus Amberg geheiratet hatte, kam es zwischen diesem und dem Jakob Sauerzapf zu massiven Auseinandersetzungen. Plachmann war ein bedeutender Mann, dem auch der Blechhammer in Rohrbach und auch der Hammer zu Dieltldorf gehörte. 1456 wurde er Bürgermeister von Amberg († 9. Juni 1463). Nach seinem Ableben fiel der Hammer an seinen Bruder Niclas und nach dessen Tod wieder an die Witwe Plachmanns († 1493 oder 1495). Sie war eine streitbare Frau und in viele Gerichtsprozesse verwickelt. Nach ihrem Tod kamen Hammer und Mühle 1495 an ihren Sohn Georg. Nach ihm ging das Werk an Fritz Zotzer und von diesem kaufte es 1511 Wolf Deuchler, der es dann 1512 an Fritz Frankh von der Rornstadt († 1526) weitergab. Nachfolger wurde sein Sohn Michael Frankh zusammen mit den Brüdern Wilhelm und Wolf, die beide aber bald verstarben. Nach seinem Tod 1555 heiratete seine Witwe Anna, geb. Lehenwager den Nabburger Paul Birkhner und dieser erhielt 1558 den Lehenbrief. Im gleichen Jahr verkaufte sie aber den Hammer an den Amberger Bürger Hans Graf. 1564 erwirbt ihn Stephan Reininger, der ihn nach kurzer Zeit dem Hans Portner von Leidersdorf verkauft. 1586 wird dessen Sohn Endres Portner als Besitzer genannt († 1594). Um 1603 heiratet seine Witwe († 28. März 1617) den Sigmund von B(P)ertolzhofen († 1614), der den Hammer mit Genehmigung des Kurfürsten am 19. April 1606 erwerben kann. 
Nach dem Tod der Pertolzhofeners kommt der Hammer 1615/16 in den Besitz des pfälzischen Rats und Rentmeisters Abraham Schups († 1622). Seine Erben behielten den Hammer bis 1629, mussten ihn aber wegen der Gegenreformation an Conrad Teuffel veräußern. Im Dreißigjährigen Krieg wurde der Hammer total zerstört und danach nicht wieder aufgebaut. In einem Bericht über die gangbaren und ungangbaren Schien-, Blech- und Drahthämmer in der Oberpfalz an den Kurfürsten Ferdinand Maria durch Johann Germann Barbing wird der Hammer als total verderbt und öd liegend beschrieben. Das Hammergut selbst wurde 1662 an den Oberst Peter von Pischern verliehen. Da dieser nur zwei Töchter hatte, wurde der nächste Besitzer Franz Christoph von Schneidau und 1708 fiel der Besitz an dessen Bruder Heinrich Burkhardt Freiherr von Schneidau.

## Hammer Schwarzenfeld heute
Heute ist an der Stelle noch ein Stauwehr, dessen Wasser zur Erzeugung von Elektrizität an eine Turbinenanlage geleitet wird. Das Hammergebäude besteht nicht mehr; an dessen Stelle ist heute ein E-Werk. 